# Saint-Pierre (Marne)
Saint-Pierre é uma comuna francesa na região administrativa do Grande Leste, no departamento de Marne. Estende-se por uma área de 10.27 km², e possui 307 habitantes, segundo o censo de 2018, com uma densidade de 30 hab/km².